# Milan Melindo

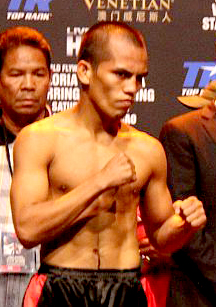
Milan Melindo

Milan Melindo (* 29. Februar 1988 in Cagayan de Oro, Misamis Oriental, Philippinen) ist ein philippinischer Boxer im Halbfliegengewicht. Er wird von Ala Villamor trainiert und von Michael Aldeguer gemanagt.
Melindo gab bereits im November 2006 sein Profidebüt. Erst fast 13 Jahre später gelang es ihm, sich gegen den Japaner Akira Yaegashi den Weltmeisterschafts-Gürtel des Verbandes IBF zu erkämpfen.